# Alexandru Movilă
Alexandru Movilă (n. 1601 – d. 1620, Constantinopol, Imperiul Otoman) a fost domn al Moldovei în perioada (22 noiembrie 1615 - 2 august 1616).

## Domnie
Alexandru Movilă a fost al doilea fiu al lui Ieremia Movilă (1555-1606) și al Doamnei Elisabeta Movilă. 
Alexandru Movilă a fost ridicat pe tron, la 22 noiembrie 1615, cu ajutor polonez, de mama sa Elisabeta (Elisaveta), care făcuse același lucru și pentru celălalt fiu, Constantin Movilă. Fostul Domn al Moldovei, Ștefan al IX-lea Tomșa fuge în Muntenia, de unde se întoarce în primăvara lui 1616 cu ajutor de la domnul Țării Românești, Radu Mihnea. Nu reușește să-și recâștige tronul, dar arde orașul Iași. 
După înfrângerea suferită la Drăcșani (lângă lacul Dracșani, între Hîrlău și Botoșani), în seara de 3 august 1616, turcii îi prind pe Alexandru împreună cu mama sa, Elisabeta și cu fratele său Bogdan, și-i duc la Constantinopol. Aici, deși Elisabeta era o creștină foarte credincioasă, este silită ca împreună cu fiii ei să treacă la mahomedanism, ca să-și salveze atât viața cât și copiii. Este dusă apoi în haremul sultanului Mustafa Han I, unde moare după anul 1620. Înainte de a pleca din țară, ea și-a tăiat părul și l-a trimis, pentru a-l pune pe mormântul soțului său Ieremia Movilă, la Mănăstirea Sucevița, refăcută de soțul ei. Acum e păstrat într-o sferă de argint cu forma unui măr, sub policandru.
Stricându-se relațiile dintre turci și polonezi, turcii și tătarii hotărăsc să-l aducă domnitor în Moldova pe Radu Mihnea.

## Sfârșitul
Alexandru Movilă moare infectat în urma operației de circumcizie, la 2 august 1616.

## Literatură
- Constantin Gane: Trecute vieți de doamne și domnițe
- Grigore Ureche: Letopisețul Țării Moldovei
- Alexandru D. Xenopol, Alexandru Zub: Istoria românilor, band 3